# Cevizli, Çukurca
Cevizli là một xã thuộc huyện Çukurca, tỉnh Hakkâri, Thổ Nhĩ Kỳ. Dân số thời điểm năm 2011 là 42 người.